# Puchar Świata w Kolarstwie Szosowym 1991
Puchar Świata w kolarstwie szosowym w sezonie 1991 to trzecia edycja tej imprezy. Organizowany przez UCI, obejmował trzynaście wyścigów, z których dwanaście odbyło się w Europie, a jeden w Ameryce Północnej. Pierwszy wyścig – Mediolan-San Remo – odbył się 23 marca, a ostatni – Finał PŚ w Bergamo – 26 października.
Trofeum sprzed roku bronił Włoch Gianni Bugno. Tym razem w klasyfikacji generalnej zwyciężył jego rodak Maurizio Fondriest. Najlepszym teamem okazał się holenderski Panasonic-Sportlife.

## Kalendarz
| Data  | Wyścig                      | Zwycięzca           | Drugi               | Trzeci              |
| ----- | --------------------------- | ------------------- | ------------------- | ------------------- |
| 23.03 | Mediolan-San Remo           | Claudio Chiappucci  | Rolf Sørensen       | Eric Vanderaerden   |
| 07.04 | Ronde van Vlaanderen        | Edwig Van Hooydonck | Johan Museeuw       | Rolf Sørensen       |
| 14.04 | Paryż-Roubaix               | Marc Madiot         | Jean-Claude Colotti | Carlo Bomans        |
| 21.04 | Liège-Bastogne-Liège        | Moreno Argentin     | Claude Criquielion  | Rolf Sørensen       |
| 27.04 | Amstel Gold Race            | Frans Maassen       | Maurizio Fondriest  | Dirk De Wolf        |
| 04.08 | Wincanton Classic           | Eric Van Lancker    | Rolf Golz           | Jan Goessens        |
| 10.08 | Clásica de San Sebastián    | Gianni Bugno        | Pedro Delgado       | Maurizio Fondriest  |
| 18.08 | Mistrzostwa Zurychu         | Johan Museeuw       | Laurent Jalabert    | Maximilian Sciandri |
| 15.09 | Grand Prix de la Libération | Buckler             | ONCE                | Panasonic-Sportlife |
| 06.10 | Grand Prix des Amériques    | Eric Van Lancker    | Steven Rooks        | Martin Earley       |
| 13.10 | Paryż-Tours                 | Johan Capiot        | Olaf Ludwig         | Nico Verhoeven      |
| 19.10 | Giro di Lombardia           | Sean Kelly          | Martial Gayant      | Franco Ballerini    |
| 26.10 | Finał PŚ w Bergamo          | Tony Rominger       | Erik Breukink       | Thomas Wegmüller    |

## Klasyfikacja indywidualna
| Lp. | Zawodnik            | Team                | Punkty |
| --- | ------------------- | ------------------- | ------ |
| 1.  | Maurizio Fondriest  | Panasonic-Sportlife | 132    |
| 2.  | Laurent Jalabert    | Toshiba             | 121    |
| 3.  | Rolf Sørensen       | Ariostea            | 114    |
| 4.  | Edwig Van Hooydonck | Buckler             | 94     |
| 5.  | Marc Madiot         | RMO                 | 71     |
| 6.  | Frans Maassen       | Buckler             | 70     |
| 7.  | Franco Ballerini    | Del Tongo           | 66     |
| 8.  | Adrie van der Poel  | Tulip Computers     | 57     |
| 9.  | Dirk De Wolf        | Tonton Tapis        | 52     |
| 10. | Phil Anderson       | Motorola            | 51     |

## Klasyfikacja drużynowa
| Lp. | Team                | Punkty |
| --- | ------------------- | ------ |
| 1.  | Panasonic-Sportlife | 107    |
| 2.  | Buckler             | 87     |
| 3.  | PDM-Concorde        | 65     |
| 4.  | Ariostea            | 50     |
| 5.  | Lotto-Super Club    | 46     |